# Mestre Irinéia
Irinéia Rosa Nunes da Silva (Muquém, União dos Palmares, 1949), mais conhecida como Mestre Irinéia, é uma artista de cerâmica popular brasileira. Por sua arte, foi reconhecida como "Patrimônio Vivo de Alagoas", em 2005.

## Arte

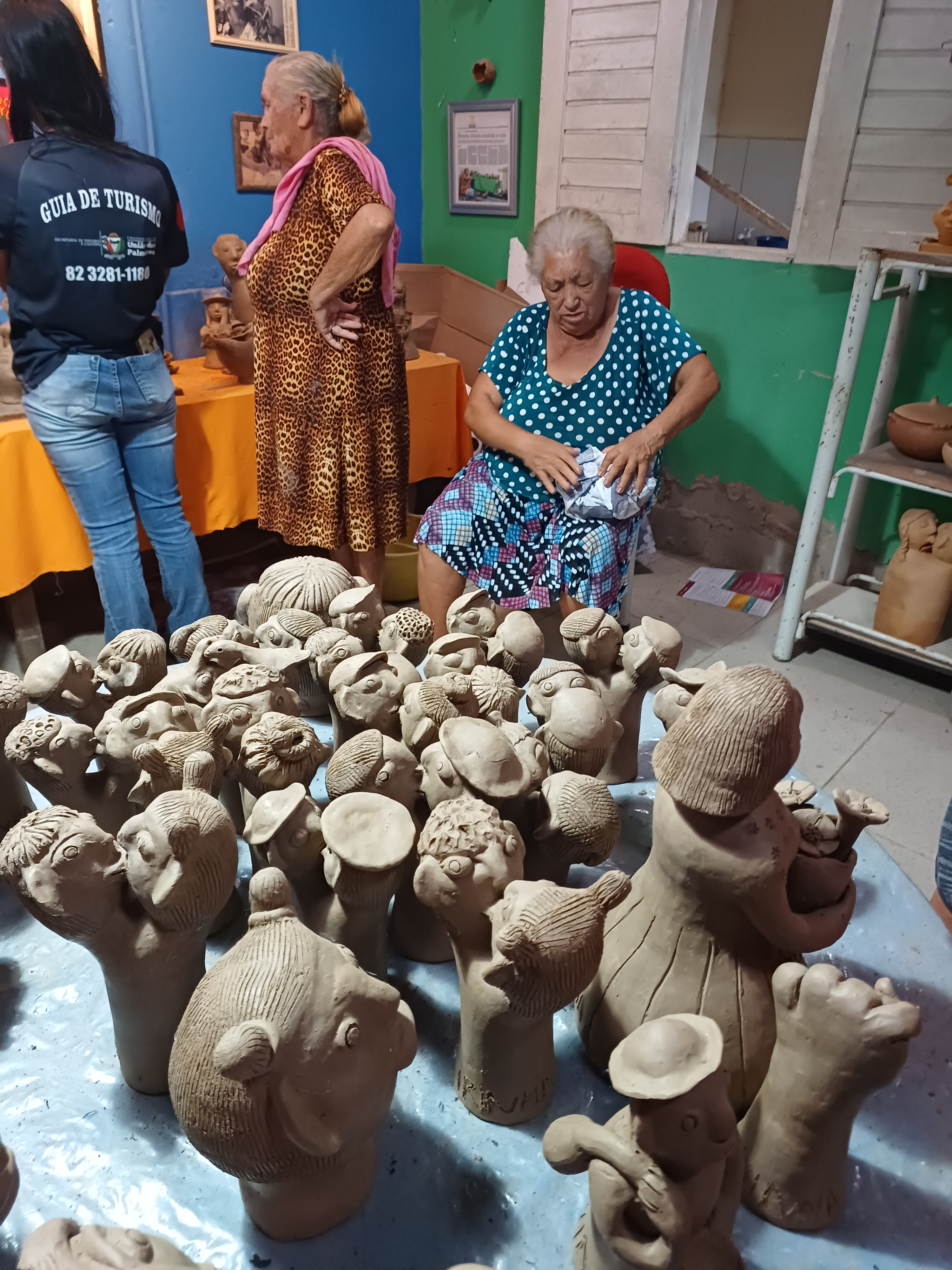
Mestre Irinéia, em seu ateliê no Quilombo Muquém, em 2022

Nascida em um povoado remanescente do Quilombo dos Palmares, Mestre Irinéia iniciou-se no trabalho com cerâmica ao produzir panelas de barro.
Sua produção artística mais conhecida são cabeças, inicialmente realizadas como encomendas para representar partes do corpo curadas, num ritual de agradecimento característico do Nordeste.
Uma de suas obras, "O beijo", se tornou um monumento-símbolo de Alagoas.